# فتاة وثلاثة أحباء
فتاة وثلاثة أحباء (باليابانية: 好きな人がいること) (بالروماجي: Sukina Hito ga Iru Koto) دراما كوميدي رومانسي يابانية من بطولة ميري كيرتاني وكينتو يامازاكي وشوهي ميورا وشوهي نومورا. عرضت في 11 يوليو 2016 على قناة تلفزيون فوجي اليابانية.

## القصة
ساكوراي ميساكي صانعة حلويات تحلم بامتلاك عملً خاص بها ومن أولوياتها العمل بجد حتى نسيت كيف هي المواعدة، تخسر عملها وتجد صعوبة في العثور على غيره وتقابل شيباساكي تشياكي حبها الأول في المدرسة الثانوية، يدعوها للعمل والعيش في المطعم الذي يمتلكه هو وشقيقاه الآخريين.

## الممثلون
- ميري كيريتاني بدور ساكوراي ميساكي.
- شوهي ميورا بدور شيباساكي تشياكي.
- كينتو يامازاكي
- شوهي نومورا

## روابط أضافية
- الموقع الرسمي للدراما
- فتاة وثلاثة أحباء على موقع IMDb (الإنجليزية)
- فتاة وثلاثة أحباء على موقع كينوبويسك (الروسية)
- فتاة وثلاثة أحباء على موقع قاعدة بيانات الفيلم (الإنجليزية)